# Henrik Zetterberg
Henrik Zetterberg (Njurunda, Svédország, 1980. október 9. –) Stanley-kupa győztes, olimpiai és világbajnok jégkorongozó, aki ezzel a teljesítménnyel tagja a Tripla Arany Klubnak. Jelenleg a Detroit Red Wings csapatkapitánya. A Detroit 1999-ben draftolta (igazolta) a 7. kör 210. helyén, de csak 2002-ben csatlakozott a klubhoz. Pályafutása során több egyéni díjat is nyert. 2002-ben ő kapta a svéd liga legjobbjának járó Aranykorong díjat. A 2006–2007-es, 2007–2008-as és a 2012–2013-as szezonban is Viking-díjas lett.